# 卢瓦西
卢瓦西（法語：Loisy，法語發音：[lwazi]）是法国索恩-卢瓦尔省的一个市镇，属于卢昂区。

## 地理
卢瓦西（46°34'54"N, 5°1'40"E）面积14.64 平方千米，位于法国勃艮第-弗朗什-孔泰大區索恩-卢瓦尔省，该省份为法国中部省份，北起顺时针与科多尔省、汝拉省、安省、罗讷省、卢瓦尔省、阿列省和涅夫勒省接壤。
与卢瓦西接壤的市镇（或旧市镇、城区）包括：茹旺松、拉贝热芒德屈斯里、屈斯里、锡芒德尔。

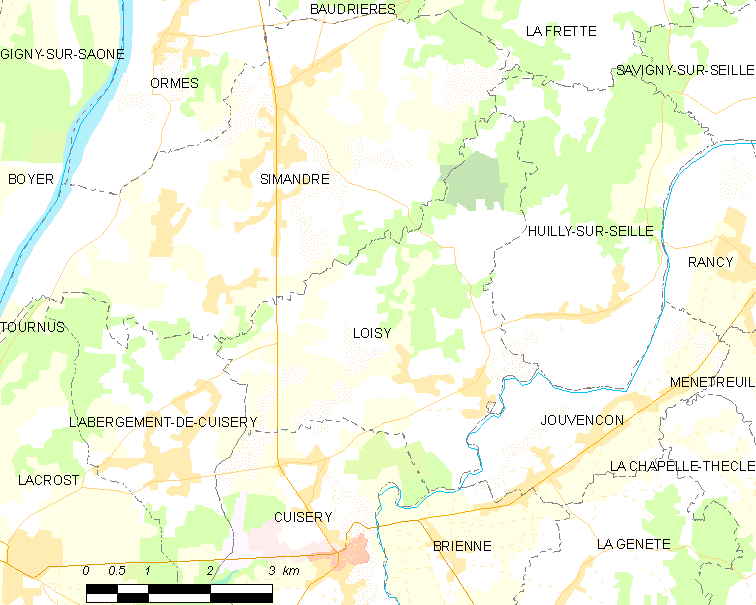
卢瓦西的OSM定位图

卢瓦西的时区为UTC+01:00、UTC+02:00（夏令时）。

## 行政
卢瓦西的邮政编码为71290，INSEE市镇编码为71261。

## 政治
卢瓦西所属的省级选区为屈索县。

## 人口

1962-2008年间卢瓦西人口变化图示

卢瓦西于2022年1月1日时的人口数量为686人。